# 9886 Aoyagi
9886 Aoyagi este o planetă minoră (asteroid), cu un diametru de 3,1 km, din centura de asteroizi. A fost descoperită pe 8 noiembrie 1994 la Kiyosato⁠(d) de Satoru Ōtomo. 
Obiectul prezintă o orbită caracterizată de o semiaxă mare de 2,4125325 UAi, o excentricitate de 0,1765785, o înclinație de 3,27939 ° în raport cu ecliptica.